# Georges le solitaire
Georges le solitaire, originellement el Solitario Jorge en espagnol, est le nom donné à celui que l'on pensait être la dernière tortue connue de l'espèce Chelonoidis abingdonii, une des dix espèces de tortues géantes des Galápagos.

## Histoire
Georges a été trouvé sur l'île Pinta en 1971 par des chasseurs de chèvres. Il a vraisemblablement été nommé d'après l'acteur américain George Gobel, surnommé « lonesome George » dans son show télévisé The George Gobel Show (1954-1960).
Il fut transféré à la station de recherche Charles-Darwin, où les chercheurs tentèrent de le faire se reproduire avec l'une des neuf autres sous-espèces de tortues géantes de l'archipel, dans l'espoir que son génotype soit conservé dans sa progéniture. Ces tentatives ne furent pas couronnées de succès avant juillet 2008, date à laquelle on a découvert que les femelles qui accompagnaient Georges le Solitaire avaient pondu 16 œufs. Cependant aucun ne s'est révélé fertile. En 2009, cinq autres œufs, infertiles également, ont été découverts. Malheureusement, aucun des œufs de la femelle fécondée n'a éclos. Il n'y avait donc aucun espoir de sauver l'espèce Chelonoidis abingdonii de l'extinction totale.

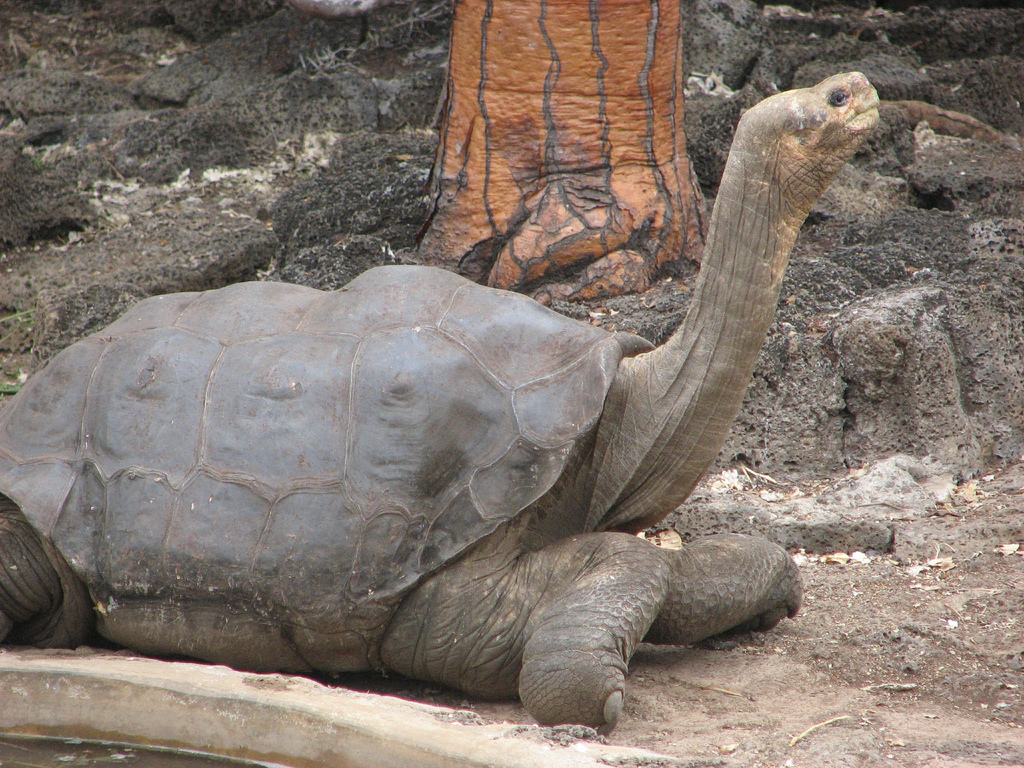
Georges en 2006.

L'effort prolongé pour débarrasser l'île de Georges des chèvres (introduites par l'homme et responsables de la destruction de son habitat) est maintenant terminé. La végétation de l'île commence à redevenir ce qu'elle était, favorisant ainsi la réintroduction de tortues.
En mai 2007, l'analyse de microsatellites génomiques a suggéré que d'autres individus de Geochelone nigra abingdoni pourraient toujours exister. Les chercheurs ont identifié une tortue de l'île des Galapagos voisine d'Isabela qui a la moitié de ses gènes en commun avec la sous-espèce de Georges. Cet animal doit être un hybride de première génération entre la sous-espèce des îles Isabela et Pinta.
Georges est mort sans descendance le 24 juin 2012, à un âge estimé à plus de 100 ans. Après sa mort, des scientifiques ont congelé ses gonades ainsi que d'autres échantillons de tissus afin de garder la possibilité d'assurer une descendance à Georges par insémination artificielle ou, à défaut, par clonage. À sa mort, elle est devenue un emblème de la conservation des espèces et la plus célèbre des tortues géantes des Galápagos.
Fin 2012, une équipe de l'université Yale annonce avoir trouvé dix-sept tortues au patrimoine génétique identique à celui de Georges dans la région du volcan Wolf, sur l'île Isabela,.